# Das Verbrechen von Buenas Terras
Das Verbrechen von Buenas Terras ist ein US-amerikanischer Western aus dem Jahr 1930 von John Cromwell mit Gary Cooper und Fay Wray in den Hauptrollen. Der Film wurde von der Paramount Publix Corporation produziert und basiert auf der Kurzgeschichte The Double-Dyed Deceiver von O. Henry.

## Handlung
Llano Kid ist ein junger Bandit, auf den ein Kopfgeld ausgesetzt ist. Er macht Halt in der Schmiede von John Brown, einem Sheriff, der aus der Bibel zitiert. Er gerät in ein Pokerspiel mit einem jungen Spieler, den er beim Betrügen ertappt, und ist gezwungen, ihn aus Selbstverteidigung zu töten. In einem Zug trifft er den skrupellosen Thacker, der ihn dazu bringt, sich als Sohn einer reichen südamerikanischen Witwe, Doña Marguerita Ibarra, auszugeben, deren eigenes Kind im Alter von 10 Jahren verschwand. 

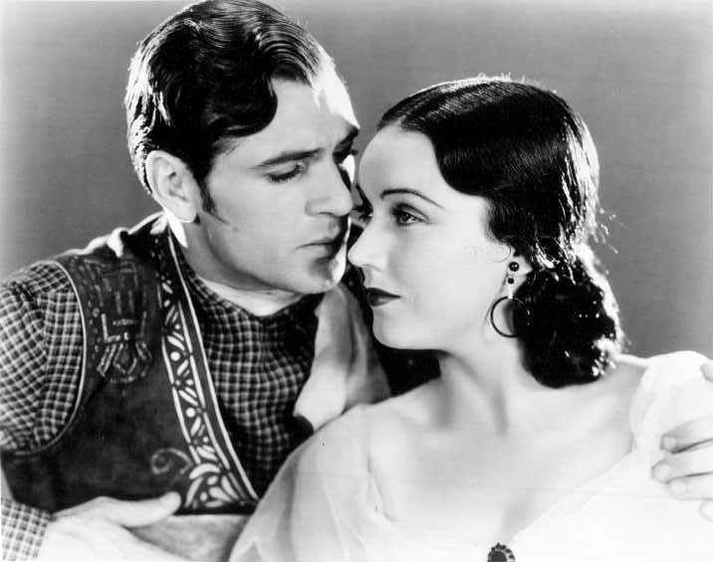
Szenenfoto mit Gary Cooper und Fay Wray

Auf der Familien-Hacienda in einer kleinen Hafenstadt gibt Llano Kid sich als Enrique aus, mit der Absicht, Thacker zu helfen, das Gold der Witwe zu stehlen. Doch als er sich in seine Nichte Consuelo verliebt und erkennt, dass der Mann, den er erschossen hatte, Nick Ibarra, der Sohn von Doña Marguerita war, sagt er die geplante Gaunerei ab. Thacker organisiert daraufhin eine Bande, um das Gold zu stehlen. Llano Kid wird von Sheriff Brown aufgespürt, der jedoch überredet wird, bis zum Einbruch der Dunkelheit mit der Verhaftung zu warten. Bei dem Angriff wird Llano Kid verwundet und Thacker getötet. Der Sheriff erklärt sich bereit, seine Identität geheim zu halten und meldet Thackers Tod als den von Llano Kid.

## Hintergrund
Der Film ist ein Remake des 1920 entstandenen A Double-Dyed Deceiver von Alfred E. Green. 1939 brachte Paramount mit The Llano Kid von Edward Venturini eine weitere Adaption von Henrys Kurzgeschichte in den Verleih.
Henry Hathaway fungierte als Regieassistent, Jack Wagner als Dialogtrainer.

## Musik
Folgende Songs wurden im Film gespielt:
- Chico und To Hold You von Louis Wolfe Gilbert und Abel Baer

## Veröffentlichung
Die Premiere des Films fand am 10. Mai 1930 statt. 1931 kam er in Österreich in die Kinos.

## Kritiken
Mordaunt Hall von der The New York Times beschrieb den Film als eine meisterhaft überarbeitete Tonfilmadaption. Der größte Verdienst für die Verfilmung dieses ironischen Stücks gebühre John Cromwell, dem Regisseur, und Oliver H. P. Garrett, der für das Drehbuch verantwortlich war.
Die Variety lobte insbesondere Gary Cooper als großartigen Typ als Llano Kid. Er liefere eine erstklassige Leistung ab, die abwechselnd eisige Kälte, Brutalität, Erstaunen, Unbehagen und Zärtlichkeit ausstrahle.